# Aurikel (plant)
De aurikel (Primula auricula) is een plant uit de sleutelbloemfamilie (Primulaceae) De plant is een relict uit de laatste ijstijd en oorspronkelijk afkomstig uit het Tiroler Gschnitztal. Carolus Clusius beschreef de plant al in de zestiende eeuw.

## Botanischebeschrijving
De goudgele bloemen, die in schermen van vier tot twaalf bloemen staan, ruiken sterk en worden 15-25 mm groot. De bloeitijd duurt van april tot juni.
De plant zelf wordt 5-25 cm hoog en is daarmee de grootste sleutelbloem in de Alpen.
De dikke bladeren slaan water op. Een waslaag beschermt hen tegen al te felle zonnestraling en tegen uitdroging.

## Verspreiding
De plant komt in de Noordelijke en Zuidelijke Kalkalpen voor op hoogtes tussen de 1600 en 3400 m.
De plant is zeer zeldzaam en beschermd.

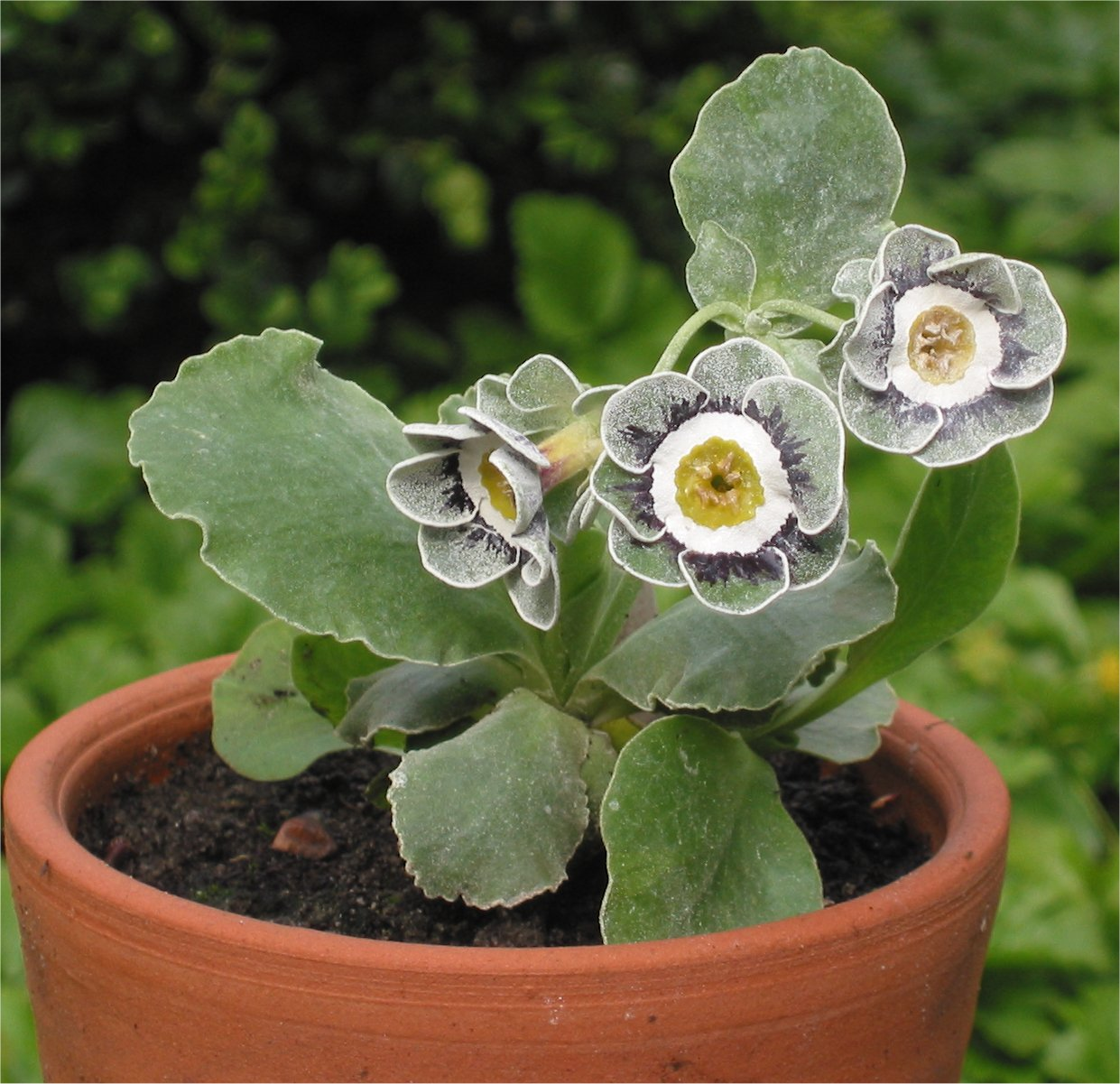
Aurikel

## Cultivars
Aan het eind van de negentiende eeuw was het kweken van aurikels een ware rage. Er waren veel verschillende rassen in verschillende vormen.
In Engeland zijn er nu nog veel liefhebbers. Ze proberen zo veel mogelijk verschillend gekleurde aurikels te verzamelen. In Engeland is er dan ook nog steeds een grote Primula- en Aurikelvereniging, de 'National Auricula and Primula Society', die regelmatig tentoonstellingen organiseert en in 1872 werd opgericht.

## Trivia
- De aurikel komt voor op de Oostenrijkse euromunten van 5 cent.